# Rana
|  | No s'ha de confondre amb Rana (títol). |

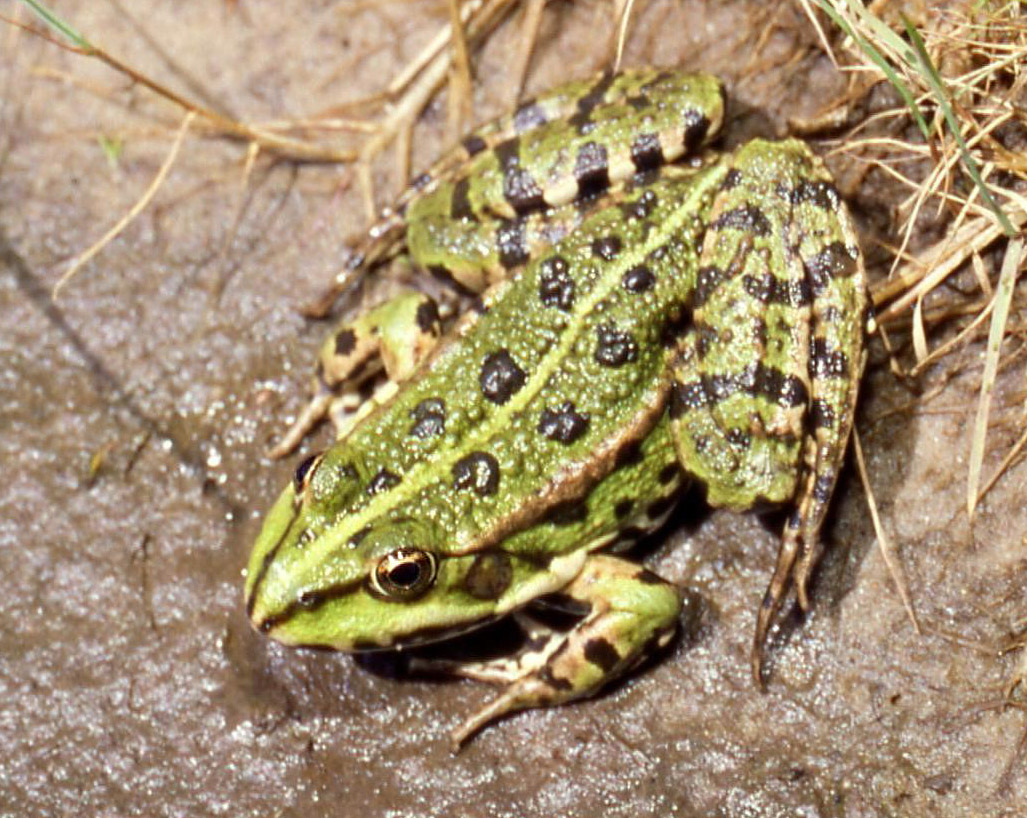
Rana ridibunda.

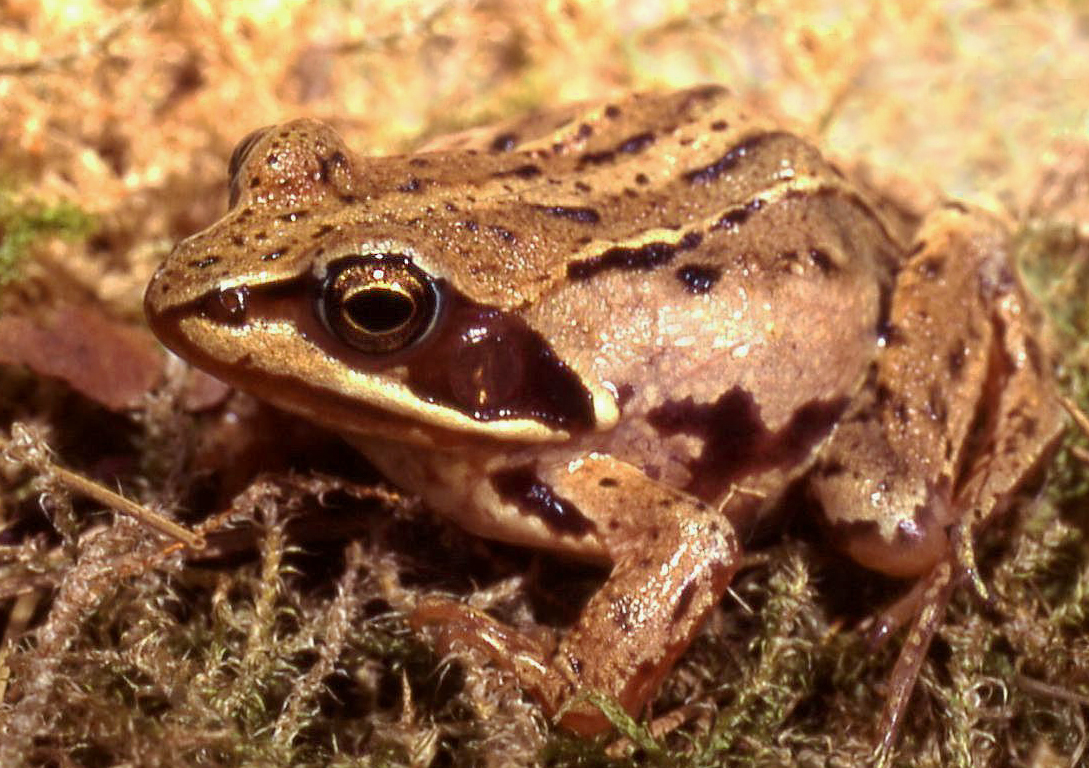
Rana arvalis.

Rana és un gènere de granotes de la família dels rànids que es troba a Euràsia, Nord-amèrica, Amèrica Central i la meitat nord de Sud-amèrica.

## Taxonomia
- Rana amurensis
- Rana areolata
- Rana arvalis
- Rana asiatica
- Rana aurora
- Rana berlandieri
- Rana blairi
- Rana boylii
- Rana brownorum
- Rana bwana
- Rana camerani
- Rana capito
- Rana cascadae
- Rana catesbeiana
- Rana chaochiaoensis
- Rana chensinensis
- Rana chevronta
- Rana chichicuahutla
- Rana chiricahuensis
- Rana clamitans
- Rana coreana
- Rana dalmatina
- Rana draytonii
- Rana dunni
- Rana dybowskii
- Rana fisheri
- Rana forreri
- Rana graeca
- Rana grylio
- Rana hanluica
- Rana heckscheri
- Rana holtzi
- Rana huanrenensis
- Rana iberica
- Rana italica
- Rana japonica
- Rana johni
- Rana johnsi
- Rana juliani
- Rana kukunoris
- Rana kunyuensis
- Rana latastei
- Rana lemosespinali
- Rana longicrus
- Rana luteiventris
- Rana macroglossa
- Rana macrocnemis
- Rana maculata
- Rana magnaocularis
- Rana megapoda
- Rana miadis
- Rana montezumae
- Rana multidenticulata
- Rana muscosa
- Rana neovolcanica
- Rana okaloosae
- Rana omiltemana
- Rana onca
- Rana ornativentris
- Rana palmipes
- Rana palustris
- Rana pipiens
- Rana psilonota
- Rana pirica
- Rana pretiosa
- Rana pueblae
- Rana pustulosa
- Rana pyrenaica
- Rana sakuraii
- Rana sauteri
- Rana septentrionalis
- Rana sevosa
- Rana shuchinae
- Rana sierrae
- Rana sierramadrensis
- Rana spectabilis
- Rana sphenocephala
- Rana subaquavocalis
- Rana sylvatica
- Rana tagoi
- Rana tarahumarae
- Rana taylori
- Rana temporaria
- Rana tlaloci
- Rana tsushimensis
- Rana vaillanti
- Rana vibicaria
- Rana warszewitschii
- Rana yavapaiensis
- Rana zhengi
- Rana zhenhaiensis
- Rana zweifeli